# Zoge am Boge de Landamme tanzed
Zoge am Boge de Landamme tanzed ist eines der bekanntesten Schweizer Volkslieder und die inoffizielle Hymne des Kantons Uri.
Als Autor gilt Albert Jütz. Die Uraufführung fand im Hotel Höfli in Altdorf statt, und nach zahlreichen Aufführungen in Zürich, wo Jütz Zahnmedizin studierte, wurde das Lied schnell bekannt. Da die Berner Oberländer auf dieselbe Melodie das Lumpenliedchen Vogellisi singen, vermutet Urs Hostettler, Jütz habe womöglich ein schon bekanntes Tanzliedchen zur Vorlage genommen und ausgebaut.
In die nationalen Medien kam das Lied 1994 an der Siegesfeier anlässlich der Annahme der Alpen-Initiative in Altdorf: Der damalige Urner Landammann Hansruedi Stadler, der als Befürworter der Initiative landesweit bekannt geworden war, tanzte vor Fernsehen und Presse mit seiner Frau zu diesem Lied, wie er es vor der Abstimmung für den Fall des nicht sehr wahrscheinlichen Siegs versprochen hatte.
| Text | Übersetzung |
| --- | --- |
| Zoge am Boge de Landamme tanzäd wie dr Tiifel d’Tili dure schwanzäd. Dülidülidü pfift s’Klarinett Hitte gemmer nid id s’Bett.                         | Am Bogen gezogen, der Landammann tanzt, wie der Teufel über den Heuboden schlendert, Dülidülidü pfeift die Klarinette, Heute geh’n wir nicht ins Bett.                                             |
| Refrain: Jüpelidü und Zötteli dra Nur immer scheen de Wände na.                                                                                       | Refrain: Jüpelidü und Zottelchen dran nur immer schön den Wänden nach. |
| Sepp, nimms Vreneli rächt a di ane, heb di am Rock wie anere Faanä, nimm’s rächt züeche und heb’s ume Büüch, hit wird tanzäd, hit gahts rüüch.        | Sepp, nimm Vrenchen tüchtig an dich heran, halt dich am Rock wie an einer Fahne, zieh sie fest an dich und halt sie um den Bauch, Heute wird getanzt, heute geht es rau zu.                        |
| Refrain | Refrain |
| Bedälä, cheibä, tanzä und schwitzä, d’Tschöpä abzieh und d’Ärmel umelitzä, Hitä tanzäd dr Jung und dr Alt, d’Süü und dr Bock und dr Stier und s’Chalb | Trippelnd tanzen, sich schnell bewegen, tanzen und schwitzen die Jacken ausziehen und die Ärmel hochkrempeln. Heute tanzt der Junge und der Alte, die Sau und der Bock und der Stier und das Kalb. |
| Refrain | Refrain |
| Und wenn’s dr Pfarer nid mag liide, gänd em en alti Kafimili z’triibe, wer nid tanzä und bedälä cha, dem trüüräd wänn’s ne butzt kei Tiifel derna.    | Und wenn es der Pfarrer nicht leiden mag, gebt ihm eine alte Kaffeemühle zum Drehen. Wer nicht tanzen und trippelnd tanzen kann, dem trauert, wenn er hinweggerafft wird, kein Teufel nach.        |
| Refrain | Refrain |